# Cayres
Cayres – miejscowość i gmina we Francji, w regionie Owernia-Rodan-Alpy, w departamencie Górna Loara.
Według danych na rok 1990 gminę zamieszkiwało 511 osób, a gęstość zaludnienia wynosiła 17 osób/km² (wśród 1310 gmin Owernii Cayres plasuje się na 400. miejscu pod względem liczby ludności, natomiast pod względem powierzchni na miejscu 216.).